# Fritz Leiber
Fritz Reuter Leiber Jr., född 24 december 1910, död 5 september 1992, var en amerikansk fantasy- och science fiction-författare.
Fritz Leiber Jr föddes i Chicago som son till skådespelarna Fritz Leiber Sr och Virginia Bronson. Han tog en examen vid University of Chicago och studerade även vid General Theological Seminary i New York. Dessutom var han innan kriget verksam som skådespelare i både teater och film, bland annat med Greta Garbo och Robert Taylor i Kameliadamen. År 1936 gifte han sig med den brittiska poeten Jonquil Stephens, och de fick tillsammans sonen Justin Leiber. Det var genom sin fru som Leiber kom i kontakt med H.P. Lovecraft, då hon började brevväxla med denne från 1936. Leiber arbetade bland annat som teaterlärare och redaktör men försörjde sig främst på sitt skrivande, som han ägnade sig åt från mitten av 1930-talet till sin död. Efter hustruns död flyttade han till San Francisco, och gifte senare om sig med Margo Skinner, som överlevde honom.
Fritz Leiber var en viktig stilbildare i Sword and Sorcery-genren inom fantasylitteraturen, främst med sina pikareskartade noveller om Fafhrd och Gråkatt, en vikingalik barbar och en misslyckad trollkarlslärling som försörjer sig på tjuveri och legosoldatuppdrag i och runt den myllrande staden Lankhmar.
Leiber fick Nebulapriset tre gånger: 1967 för långnovellen Gonna Roll the Bones, 1970 för kortromanen Ill Met in Lankhmar (som även vann Hugopriset) samt 1975 för novellen Catch That Zeppelin. 1981 mottog han utmärkelsen SFWA:s Grand Master Award, senare kallad Damon Knight Memorial Grand Master Award. Även Hugopriset fick han flera gånger.